# Tom graf
Inom grafteorin avses med en tom graf en graf över n noder utan kanter.